# Dáfni (Othoní, Corfou)
Pour les articles homonymes, voir Dafni (homonymie).
Dáfni (grec moderne : Δάφνη) est une localité située dans le dème de Corfou-Centre et des îles Diapontiques, dans le district régional de Corfou, dans la périphérie des Îles Ioniennes, en Grèce.
Selon le recensement de 2021, elle compte 26 habitants.